# .mt
Pour les articles homonymes, voir MT.
.mt est le domaine de premier niveau national réservé à Malte, enregistré en 1992.